# 逆転夫婦
「逆転夫婦」（原題：Turnabout）はアメリカ合衆国のシットコムのテレビドラマである。1979年1月から3月にNBCで全7話が放映され、日本では東京12チャンネルで同年11月30日から金曜深夜の時間帯で放映された。
ソーン・スミスによる1931年の同タイトル小説が原作で、魔法の力で、お互いの体を交換することができるようになった夫婦の話である。ユニバーサル制作で、主演はジョン・シャックとシャロン・グレス。この作品の第5話で脚本を担当したバーバラ・アベドンとバーバラ・コーディは、のちに1981年に「女刑事キャグニー&レイシー」の企画立ち上げの際にこの作品で知り合ったグレスを主人公クリス・キャグニー役に推薦したが、当時グレスはユニバーサルと専属契約を結んでいたため出演できず、ユニバーサルの契約が終了した1982年の第2シーズンにようやく出演が実現した。

| スタブアイコン | サブスタブ | この項目は、まだ閲覧者の調べものの参照としては役立たない、テレビ番組に関連した書きかけの項目です。この項目を加筆・訂正などしてくださる協力者を求めています（P:テレビ/PJ:放送または配信の番組）。 |